# Yvette Lévy
Pour les articles homonymes, voir Lévy.
Yvette Henriette Lévy, née Dreyfuss le 21 juin 1926 dans le 11e arrondissement de Paris, est une survivante française et un témoin de la Shoah.

## Biographie
Yvette Henriette Dreyfuss naît le 21 juin 1926 dans le 11e arrondissement de Paris.
Les parents d’Yvette Lévy sont des juifs alsaciens qui ont déménagé en banlieue parisienne à Noisy-le-Sec, où elle grandit avec ses deux frères.
La famille part jusqu'à Tours en 1940, au moment de l'exode. De retour à Paris, elle subit les lois sur le statut des juifs décrétées par le régime de Vichy.
Jeune fille pratiquante, elle est monitrice aux éclaireurs israélites de France et s'occupe du sauvetage d'enfants juifs après la rafle du Vél' d’Hiv'.
Sa maison de Noisy ayant été bombardée en 1944, Yvette Lévy est arrêtée sur ordre d'Alois Brunner dans la nuit du 21 juillet 1944, à Paris, avec les enfants de la maison de l’Union générale des Israélites de France (UGIF) au 9 de la rue Vauquelin, dans le 5e arrondissement de Paris. Elle est internée au camp de Drancy, puis, déportée dans le dernier convoi parti de Drancy, le 31 juillet 1944, le convoi no 77 avec 1 300 personnes, au camp de concentration et d'extermination d'Auschwitz-Birkenau.
Après juillet 1944, elle est transférée dans le camp de Kratzau dépendant du camp de concentration de Gross-Rosen où elle travaille dans une usine d'armement. Elle est libérée le 9 mai 1945 et rentre en France où elle retrouve ses parents et ses deux frères.
Elle se marie après la guerre à Robert Lévy, un imprimeur juif non pratiquant.

## Témoigner
Membre de la Fédération nationale des déportés et internés résistants et patriotes (FNDIRP), après le décès de son époux elle y milite activement, elle siège au bureau national de cette association. Elle est membre de l'Amicale des déportés d'Auschwitz, devenue l'UDA, Union des déportés d'Auschwitz.
Yvette Lévy fait partie des dernières survivantes de la Shoah. Elle consacre depuis plusieurs années une grande partie de son temps à témoigner.

## Distinctions

### Décorations
- -  Grande officière de la Légion d'honneur (2025)[5]
    -  Commandeure de la Légion d'honneur (2021)[6]
      -  Officière de la Légion d'honneur (2010)[7].
        -  Chevalière de la Légion d'honneur (1999)[8]
- Commandeur de l'ordre national du Mérite Elle a été faite chevalière le 20 juillet 1995 par décret du 10 mai 1995[9], a été promu officier par décret du 14 novembre 2005[10]. Elle obtient le grade de commandeur par décret du 15 novembre 2018[11].
- Croix du combattant
- Croix du combattant volontaire de la Résistance
- Médaille de reconnaissance de la Nation

### Médaille
- Médaille des Anciens Combattants (1995)